# Дорофеева, Феврония Акиндиновна
Феврония Акиндиновна Дорофеева, в девичестве — Бурлакова (род. 1935 год) — Герой Социалистического Труда (1971).

## Биография
Родилась в 1935 году в Кривоселье. Член КПСС с 1960 года.
В 1949—1955 годах — колхозница колхоза имени Жданова Браславского района Витебской области Белорусской ССР.
В 1955—1971 годах — доярка колхоза «Ленино атминимас» Зарасайского района Литовской ССР.
Досрочно выполнила личные социалистические обязательства и плановые производственные задания Восьмой пятилетки (1966—1970) по надою молока. 8 апреля 1971 года Указом Президиума Верховного Совета СССР удостоена звания Героя Социалистического Труда «за выдающиеся успехи, достигнутые в развитии сельскохозяйственного производства и выполнении пятилетнего плана продажи государству продуктов земледелия и животноводства» с вручением ордена Ленина и золотой медали Серп и Молот.
В 1971—1972 годах — доярка колхоза «Гвардейский» Браславского района Витебской области Белорусской ССР.
С 1972 года до своей кончины — вновь доярка колхоза «Ленино атминимас» Зарасайского района Литовской ССР.
Умерла в Зарасайском районе Литовской ССР в 1984 году.